# Fabio Pusterla
Fabio Pusterla (Mendrisio, 3 maggio 1957) è un poeta, traduttore e critico letterario svizzero di lingua italiana.

## Biografia
Laureato in lettere moderne con Maria Corti all'Università di Pavia, insegna al Liceo Cantonale di Lugano 1 e all'Università della Svizzera italiana a Lugano; ha tenuto per alcuni anni corsi presso l'Università di Ginevra. È stato tra i fondatori della rivista letteraria "Idra", edita a Milano da Marcos y Marcos. È attivo come poeta, traduttore (soprattutto dal francese, con qualche incursione nella letteratura portoghese) e saggista. Collabora a giornali e riviste in Svizzera e in Italia. Ha diretto l'edizione critica delle opere di Vittorio Imbriani e pubblicato saggi, traduzioni, volumi di versi.
Caratterizzata in partenza da un forte influsso espressionista (come ha notato Pier Vincenzo Mengaldo), ma con venature più pacate che la inseriscono nella tradizione anceschiana della Linea Lombarda (Giorgio Orelli e Vittorio Sereni), la poetica di Pusterla è andata sempre più avvicinandosi a una poesia dal forte contenuto civile (si veda in particolare Folla sommersa), mentre l'esperienza di traduzione legata strettamente a Philippe Jaccottet lo ha portato a una sempre maggior attenzione agli oggetti del quotidiano, alle vite e cose dimenticate (Cfr. Le cose senza storia), rafforzata probabilmente dalla provenienza geografica decentrata (Pusterla è cresciuto in una città di frontiera, Chiasso, e insegna attualmente a Lugano, nella Svizzera di lingua italiana). Del suo lavoro come traduttore, condotto attraverso un recupero dei materiali poetici del Novecento italiano, ha scritto Pier Vincenzo Mengaldo: "si può dire che il poeta ticinese ha realizzato in queste versioni, con nobiltà di patina ma stringatezza di scrittura, un'eccellente triangolazione fra Jaccottet, se medesimo e il senso della lingua poetica italiana".
Nel 1985 è stato il vincitore del Premio Internazionale Eugenio Montale, sezione editi.
Nel 2007 gli è stato conferito il secondo più importante premio letterario svizzero (secondo solo al Gran Premio Schiller): il Premio Gottfried Keller. Nel 2009 la "collana bianca" dell'editore Einaudi ha pubblicato un'antologia di poesie del periodo 1985-2008, sotto il titolo Le terre emerse, con il quale nel 2009 ha vinto la sezione poesia del Premio Giuseppe Dessì.
Sulla sua figura il regista Danilo Catti ha realizzato il documentario Salamandre, gatti ciechi, rotaie, nell'ambito del ciclo "Lettere dalla Svizzera" (produzione SRG SSR idéé suisse, 1998).

## Riconoscimenti
Tra i principali riconoscimenti, il Premio Montale (1986), il Premio Schiller (1986, 2000, 2010), il Premio Dessì (2009); i Premi Prezzolini (1994), Lionello Fiumi (2007) e Achille Marazza (2008) per la traduzione letteraria;  il Premio Gottfried Keller (2007), il Premio Svizzero di Letteratura (2013) e il Premio Napoli (2013) per l'insieme dell'opera; Il Premio massimo della Fondazione Lavezzari con Chiasso Letteraria (2013); il Premio alla carriera "Vito Moretti" per la poesia (2021).

## Poesia
- Concessione all'inverno, Bellinzona, Casagrande, 1985 [2ª ed. 2001] (Premio Montale e Premio Schiller).
- Bocksten, Marcos y Marcos, Milano, 1989 [2ª ed. 2003].
- Le cose senza storia, Marcos y Marcos, Milano, 1994.
- Danza macabra, Lietocollelibri, Camnago, 1995.
- Isla persa, Edizioni Il Salice, 1997, (2ª ed. 1998).
- Pietra sangue, Marcos y Marcos, Milano, 1999 (Premio Schiller 2000, finalista Premio Viareggio e Grandovere 2001).
- Me voici là dans le noir, trad. de l'italien par Mathilde Vischer, Moudon, Editions Empreintes, 2001.
- Une voix pour le noir: poésies 1985-1999, trad. de l'italien par Mathilde Vischer, préf. de Philippe Jaccottet, Lausanne, Editions d'En bas, 2001.
- Les choses sans histoire - Le cose senza storia, trad. de l'italien par Mathilde Vischer, préf. de Mattia Cavadini, Moudon, Editions Empreintes, 2002.
- Deux rives, trad. de l'italien par Béatrice de Jurquet et Philippe Jaccottet, préf. de Béatrice de Jurquet, postf. de l'auteur, Le Chambon-sur-Lignon, Cheyne éditeur, 2002.
- Solange Zeit bleibt: Gedichte Italienisch und Deutsch = Dum vacat, ausgew., übers. und mit einem Vorw. von Hanno Helbling, postf. di Massimo Raffaeli, Zurigo, Limmat-Verlag, 2002.
- Sette frammenti dalla terra di nessuno, elaborazione grafica di Livio Schiozzi, Flussi, 2003.
- Folla sommersa, Milano, Marco y Marcos, 2004.
- Movimenti sull'acqua, Faloppio, LietoColle Libri, 2004.
- Storie dell'armadillo, Milano, Quaderni di Orfeo, 2006.
- I gabbiani del Guasco, con un'incisione originale dell'autore, Milano, Il ragazzo innocuo, 2007
- Sulle rive, tra le foglie sui rami, Lithos, Como, 2008.
- Il motivo di una danza, linoleum originale di Luciano Ragozzino, Milano, Quaderni di Orfeo, 2008.
- Le terre emerse. Poesie scelte 1985-2008, Torino, Einaudi, 2009.
- Uomo dell'alba, linoleum originali di Luciano Ragozzino, Milano, Quaderni di Orfeo, 2010.
- Corpo stellare, Milano, Marcos y Marcos, 2010.
- Cocci e frammenti, Lugano, Alla Chiara Fonte, 2011.[1][2]
- Argéman, Milano, Marcos y Marcos, 2014.
- Nella luce e nell'asprezza, Torino, Edizioni d'arte di Enrica Dorna.
- Ultimi cenni del custode delle acque (quattordici frammenti), Messina, Carteggi Letterari - le edizioni, 2016.
- Cenere, o terra, Marcos y Marcos, 2018.
- Da qualche parte nello spazio, Le Lettere, 2022.
- Tremalume, Marcos y Marcos, 2022.

## Saggistica
- Il nervo di Arnold e altre letture. Saggi e note sulla poesia contemporanea, Milano, Marcos y Marcos, 2007.
- Una goccia di splendore. Riflessioni sulla scuola, Bellinzona, Casagrande, 2008.
- Colori in fuga, con Elisabetta Motta, La Vita Felice, 2011.

## Dialettologia ed etnografia
- Il dialetto della Valle Intelvi: fonetica storica, fonologia, morfosintassi, Pavia, 1981.
- Cultura e linguaggio della Valle Intelvi. Indagini lessicali ed etnografiche, con Claudia Patocchi, Senna Comasco, La Comasina Grafica, 1983.

## Traduzioni
- Philippe Jaccottet,Il Barbagianni. L'Ignorante, con un saggio di Jean Starobinski, Einaudi, Torino, 1992.
- Nuno Júdice, Adagio, Sestante, Ripatransone, 1994.
- Philippe Jaccottet, Edera e calce, Centro studi Franco Scataglini, Ancona, 1995.
- Philippe Jaccottet, Libretto, Scheiwiller, Milano, 1995.
- Philippe Jaccottet, Paesaggio con figure assenti, A. Dadò/Coll. CH, Locarno, 1996.
- Philippe Jaccottet, Alla luce d'inverno. Pensieri sotto le nuvole, Marcos y Marcos, Milano, 1997.
- Nel pieno giorno dell'oscurità, antologia della poesia francese contemporanea, Milano, Marcos y Marcos, 2000.
- Corinna Bille, Cento piccole storie crudeli, Casagrande, Bellinzona, 2001.
- Philippe Jaccottet, E tuttavia. Note dal botro, Milano, Marcos y Marcos, 2006.
- Philippe Jaccottet, La ciotola di Morandi, Casagrande, Bellinzona, 2007.